# فرومون

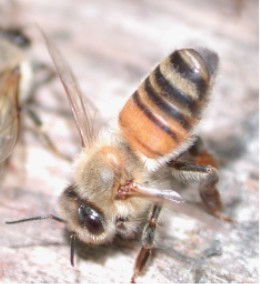
یک زنبور عسل در حال باد زدن (بال‌زدن بدون پرواز)، با نشان‌دادن غدهٔ ناسونوف (بخش سفیدرنگی در نوک شکم)، خود را مورد توجه دیگر زنبوران عسل قرار می‌دهد. او با آزاد ساختن فرومون؛ فوج زنبوران را به درون یک کندوی خالی هدایت کند.

فَرمانه یا فِرومون (از واژه‌های یونانی باستان φέρω فرو "دربرداشتن"، و هورمون، ὁρμή "انگیزه و عزم") (به انگلیسی: Pheromone)، یک عامل شیمیایی ترشح‌شده یا دفع شده است که موجب پاسخ اجتماعی در اعضای یک گونه می‌گردد (البته مارها می‌توانند از فرومون‌های دیگر جانوران برای تشخیص نوع جانور استفاده کنند). در دنیای جانوران از ارتباط شیمیایی نه فقط برای ارتباط بین یاخته‌ها، بلکه برای ارتباط افراد با یکدیگر نیز استفاده می‌شود. فرومون‌ها موادی هستند که از یک فرد ترشح شده و در فرد یا افراد دیگری از همان گونه پاسخ‌های رفتاری ایجاد می‌کند. فرومون‌ها مواد شیمیایی هستند که قادرند گیرندگان پیام را خارج از بدنِ تولیدکنندهٔ پیام، تحریک کنند و بر رفتار آن‌ها تأثیر بگذارند. فرومون‌های گوناگونی از جمله فرومون‌های هشدار دهنده، فرومون‌های آمیزش جنسی، و فرومون‌های دنباله‌دار غذا وجود دارند. برای نمونه، فرومون موجود در ادرار سگ‌ها و گربه‌ها، قلمرو آن‌ها را مشخص می‌کند (به این رفتار غریزی قلمرو خواهی می‌گویند) یا می‌تواند برای جذب جنس مخالف مؤثر باشد. فرومون حتی راه شناسایی در جنس قاب‌بالان مثل کرم شب‌تاب از فاصله‌های دور است.
فرومون‌ها بسیاری از جنبه‌های رفتار جنسی در حیوانات، انسان‌ها و حشرات را بازتاب می‌کنند. بسیاری از رفتارهای جانوری که از وجود آن‌ها آگاه نیستیم تحت تأثیر آزادی فرومون‌ها قرار می‌گیرند، مانند تشخیص مادر و فرزند و جذب جنس مخالف.

## مطالعات
نظریه‌های بسیاری و بررسی‌های آغازینی وجود دارد که به وجود فرومون‌های انسانی اشاره دارد. یک دانشمند آلمانی در اواخر دهه ۱۸۰۰ میلادی اولین فرومون‌های انسانی را کشف کرد و آنها را انتروپین نام نهاد. او معتقد بود فرومون‌های انسان با ترشح‌های پوست (عرق) و فولیکول‌های مو همراه است.
در حالی که هنوز هم چیزهای بیشتری دربارهٔ فرومون‌ها و رفتار انسان وجود دارند که قابل درک نیستند، پژوهش‌های جاری در تلاش است تا چهار نوع اصلی فرومون‌ها را درک کند و کشف کند که چگونه آنها در انسان شناسایی شده‌اند و همچنین این هورمون‌ها از چه راهی ممکن است بر تعامل بین افراد از هر دو جنس اثر بگذارند. چهار نوع اصلی فرومون‌ها به شرح زیر است:
گونه‌های فرومون‌
فرومون‌های آزادشونده: اغلب به جذابیت جنسی مرتبط است. (سبب تحریک جنس مخالف از طریق بویایی می‌شود مانند بوی عرق بدن) فرومون‌های آزادکننده باعث واکنش سریع می‌شوند.
فرومون‌های سیگنال‌دهنده: رهاسازی اطلاعات به وسیله اثر بوی ژنتیکی که مادران را قادر می‌سازد از طریق بو فرزندانشان را شناسایی کنند.
فرومون‌های اولیه: این نوع فرومون‌ها واکنشی کند دارند. فرومون‌های اولیه می‌توانند فیزیولوژی را از طریق سطوح هورمون‌هایی که بر توسعۀ دوره‌های قاعدگی و حاملگی اثر می‌گذارد، تعییر دهد.
فرومون‌های تلفیق‌کننده: فرومون‌های تلفیق کننده ممکن است عملکرد بدن را همگام‌سازی با تغییر دهند. در انسان‌ها ممکن است باعث تغییر در چرخۀ قاعدگی زنان شوند یا یک واکنش آرامش بخش را به وجود آورند.

اثرگذاری‌های فرومون
مطالعۀ فرومون‌های انسانی در سال ۱۹۷۱ آغاز شد هنگامی که مارتا مک کلینتاک مطالعه‌ای را منتشر کرد که نشان می‌داد چرخۀ قاعدگی در زنانی که در مجاورت هم زندگی می‌کنند همگام‌سازی آنها اغلب در یک راستا خواهد بود او معتقد بود این نتایج از اثرات فرومون‌های انسانی است. مطالعات دیگر نشان می‌دهد که فرومون‌های مردانه بر روی چرخۀ تخمک‌گذاری زنان اثر می‌گذارد هر چند آشکار نیست که عامل‌های دیگر ممکن است بر این نتیجه تأثیر بگذارند. در حالی که مطالعاتی شبیه به این در را برای بررسی‌های بیشتر باز می‌کند پژوهشگران بسیاری معتقدند که چنین مطالعاتی را باید در یک زمینه از عوامل اثرگذار که شامل عامل‌های روانی و اجتماعی هستند مشاهده کرد.
یک نظریه گمانه‌زنی می‌کند که هر دو یعنی بوها و فرومون‌ها توسط گیرنده‌های ویژه و همچنین به واسطۀ بویی خاص شناسایی می‌شوند. طی پژوهش‌هایی که صورت گرفته که هم زنان نسبت به فرومون‌های مردانه و هم مردان نسبت به فرومون‌های زنانه واکنش نشان می‌دهند. دانشمندان در تلاش برای کامل کردن پازل فرومون‌های انسانی هستند. آنان با پژوهش روی گونه‌های جانوری در تلاشند تا به نتایج بیشتری دربارهٔ فرومون‌ها دست یابند که بتواند به آنها در تشخیص فرومون‌های انسانی کمک کند. مطالعات اولیه نشان می‌دهد که فرومون‌های خاصی ممکن است سطح تناسب اندام و همچنین کار با شاخص‌های دیگر برای اثرپذیری جنسی را نشان دهد.
در آخر اینکه هدف پژوهش‌های آینده کشف بخشی در مغز است که این رویدادها در آنجا رخ می‌دهد؛ اینکه چگونه و در چه زمانی فرومون‌ها بر رفتار انسان اثر می‌گذارند.

## مورچه
وقتی مورچه‌ای یک منبع غذایی پیدا می‌کند که زیادی بزرگ است و نمی‌تواند یک‌نفره آن را حمل کند، آن محل را با فرومون علامت‌گذاری می‌کند. رد این ماده شیمیایی مانند سیستم جی‌پی‌اس عمل می‌کند و دیگر اعضای کلونی را به سمت این منبع غذا هدایت می‌کند.